# Roter Hang (Kronberg im Taunus)
Roter Hang ist der Name einer Wohnsiedlung in Kronberg im Taunus in Hessen.

## Geschichte
Ursprünglich war die Siedlung Roter Hang für Mitarbeiter und Gäste des Kronberger Elektrogeräte-Herstellers Braun geplant, der sich bereits 1958 das Vorkaufsrecht für das Grundstück sicherte. Bauplanungen begannen 1968, die Fertigstellung war 1974. Der Innenarchitekt und Braun-Industriedesigner Dieter Rams beteiligte sich anfangs an den Entwürfen, bis sich die Firma Braun ab 1962 schrittweise aus dem Projekt zurückzog. Seitdem übernahm der Architekt Rudolf Kramer aus Königstein im Taunus die Planungen, der die Siedlung mit dem Frankfurter Bauträger Polensky & Zöllner fertigstellte. Dieter Rams wies als architektonisches Vorbild auf die 1955–1962 erstellte Schweizer Siedlung Halen bei Bern hin.
Eingezogen sind schließlich nur vier Braun-Mitarbeiter. Die ersten Bewohner kamen 1971, als das Gebiet noch eine Baustelle war. Rams selbst besitzt ein 1971 bezogenes Wohn- und Atelierhaus in der Siedlung.
Von 1971 bis 1973 wohnte der Schriftsteller Peter Handke in der Siedlung Roter Hang (Schirnbornweg 6). Sie ist Schauplatz seiner 1976 erschienenen Erzählung Die linkshändige Frau und handelt in der „terrassenförmig angelegten Bungalowsiedlung am südlichen Abhang eines Mittelgebirges, gerade über dem Dunst einer großen Stadt“. Der gleichnamige Film von 1978 spielt jedoch in Südfrankreich.
Peter Handke hatte damals als innovatives Projekt eine Art Kindergarten im Erdgeschoss seines Hauses eingerichtet, wo sich die Kinder der Siedlung treffen und miteinander spielen konnten.

## Beschreibung
Die Siedlung Roter Hang liegt im Norden Kronbergs am Südhang des Altkönigs, nördlich der Bundesstraße 455; dem Gelände angepasst sind die Gebäude teilweise terrassenartig angelegt. Die Siedlung wird im Westen, Norden und Osten durch die Viktoriastraße umschlossen und im Süden durch die Bundesstraße 455 begrenzt. Im Norden und Osten geht sie in den Taunus über. Innerhalb der Siedlung verlaufen autofreie Fußgänger- bzw. Treppenwege mit den Namen Am Roten Hang, Kellergrundweg, Schirnbornweg und Am Forsthaus. Am höchsten Punkt der Siedlung im Norden (Viktoriastraße) stehen viergeschossige Mehrfamilienhäuser. Das Zentrum bilden eingeschossige, L-förmig ausgerichtete Terrassen-Bungalowbauten. Im Süden (Straße Am Roten Hang) begrenzen zweigeschossige Reihenhäuser und Sammelgaragen das Areal.
Der L-Typus der ein- und zweigeschossigen Flachdach-Bungalows ermöglicht jeder Wohneinheit einen zugehörigen Garten. Die Typenbungalows sind in Massivbauweise aus Stahlbeton und Ytongsteinen errichtet; ebenso die zweigeschossigen Reihenbungalows im Süden. Die viergeschossig gestaffelten Mehrfamilienhäuser im Norden an der Viktoriastraße sind mit Klinkerplatten verkleidet, wobei die tragenden Elemente der eigentlichen Kernkonstruktion betonsichtig bleiben.
Eine typologisch abweichende Besonderheit ist das Wohn- und Atelierhaus von Dieter Rams (Am Forsthaus 4, 5), das eine Verbindung von zwei Bungalows zu einem langgestreckten L bildet und durch einen Swimmingpool im Garten ergänzt wird.

## Denkmalschutz
2005 wurde der Bebauungsplan aus formaljuristischen Gründen aufgehoben. Um bauliche Veränderungen der Siedlung zu steuern, bemühte sich die Stadt seit 2014 um die Einstufung als Kulturdenkmal. 2016 erfolgte die Prüfung und noch im selben Jahr nahm das Landesamt für Denkmalpflege Hessen die Eintragung ins Denkmalbuch (Denkmalverzeichnis) vor: „Die im Geist des Neuen Bauens bis 1974 entstandene Siedlung ist aus bau- und siedlungsgeschichtlichen sowie künstlerischen Gründen nach § 2 Abs. 3 Hess. Denkmalschutzgesetz als Gesamtanlage im Denkmalverzeichnis des Landes Hessen eingetragen.“ Innerhalb der als Gesamtanlage (Ensemble) geschützten Siedlung hat der Doppelbungalow von Dieter Rams den Status eines Einzeldenkmals.
Während Erstbewohner Dieter Rams sich um die authentische Erhaltung der 1970er-Jahre Architektur sorgte (Zitat: „Aber wir müssen gemeinsam darauf achten, dass die guten Dinge bleiben: die klaren Formen und Farben, die verschlungenen Fußgängerwege ohne störende Autos, die flachen Dächer mit dem weiten Blick ins Grüne“), bereiten die Denkmalschutzauflagen vor allem den später zugezogenen Siedlungsbewohnern die üblichen Schwierigkeiten. Daher bildete sich eine Interessensgemeinschaft „Roter Hang“, die sich gegen den Denkmalschutz aussprach. Zur Lösung der Konflikte wurde auf der Grundlage einer Bestandsaufnahme seit 2020 die Erstellung einer „denkmalpflegerische Handlungsempfehlung“ durch das Landesamt für Denkmalpflege Hessen diskutiert, was schließlich Ende 2022 in der Veröffentlichung von „Leitlinien zum denkmalpflegerischen Umgang“ für die Siedlung Roter Hang mündete. Die Leitlinien sollen der Beratung und Information der Eigentümer, Bewohner und Planer zur besonderen Geschichte und Gestaltung der Wohnsiedlung dienen sowie vor allem beschreibend dabei helfen, die charakteristischen und denkmalbegründenden Elemente der Siedlung zu erhalten, zu pflegen und damit letztlich die gestalterische Einheitlichkeit der Siedlung zu bewahren.